# Stazione di Ponte in Valtellina
La stazione di Ponte in Valtellina è una stazione ferroviaria posta sulla linea Tirano-Lecco; è situata alla frazione di Casacce, tra il centro abitato di Chiuro e quello di Ponte in Valtellina.

## Strutture e impianti
La stazione è formata dal classico casolare delle ferrovie dello stato dov'è ubicata la sala d'attesa con il monitor di arrivi e partenze, ed è servita da due binari, raggiungibili con il sottopassaggio.
Nell'estate del 2024 la stazione ha subito ingenti lavori di riqualificazione.

## Movimento
La stazione è servita da treni regionali della direttrice R12 Sondrio-Tirano (RFI) svolti da Trenord nell'ambito del contratto di servizio stipulato con la Regione Lombardia.

## Servizi
La stazione dispone di:
- Sala d'attesa con monitor di arrivo e partenza dei treni
- Annuncio sonoro per l'arrivo, la partenza e per le informazioni sulla linea
- Sottopassaggio
- Parcheggio di auto, moto e biciclette
- Fermata autobus extraurbani